# Bas Steman
Bas Steman (Apeldoorn, 4 april 1971) is een Nederlands schrijver. Hij is vooral bekend als presentator van diverse tv-programma's op TV Gelderland.

## Biografie
Steman volgde onderwijs aan De Heemgaard en bij het Veluws College, studeerde Nederlands aan de Universiteit Utrecht en journalistiek aan het Windesheim.
Steman schreef in 2002 Tinus! Tinus! Van anorexia tot goud over wielrenster Leontien van Moorsel, over wie hij ook een televisiedocumentaire maakte. In 2003 volgde Ramses Shaffy - Naakt in de orkaan, een biografie over en met de chansonnier en acteur Ramses Shaffy. Steman introduceerde de 'belevingsbiografie', een vorm waarin biografie en roman met elkaar verweven zijn. De schrijver maakt mee wat zijn hoofdpersoon meemaakt en deelt de lezer in de avonturen, bevindingen, gedachten en twijfels.
In 2011 won hij voor zijn documentaire De Arnhemse lente de Gouden NL-Award voor de beste Nederlandse televisieproductie van alle regionale omroepen. In 2013 publiceerde hij De aankomst bij uitgeverij Nieuw Amsterdam, een (wieler)roman over grote verlangens, dromen, liefdes en teleurstellingen. De aankomst kreeg 4 sterren in het Parool en is door NU.nl uitgeroepen tot 'Wielerroman van 2013'. Steman presenteerde in mei 2016 bij Omroep Gelderland een sportprogramma tijdens de Ronde van Italië die door Gelderland ging. Voor dezelfde omroep presenteerde hij Groeten uit Gelderland en is hij samen met René Arendsen te zien als ridder van Gelre in het geschiedenisprogramma Ridders van Gelre. Dit televisieprogramma werd in 2019 bekroond met de NL-Award voor het beste regionale televisieprogramma. 
In februari 2018 publiceerde hij zijn roman Morgan - Een liefde. Een roman over de oorlog, de liefde, de dood, maar vooral over de liefde die over de dood heen een weg zoekt. De EO verbood in april 2018 de uitzending van een interview met Steman, omdat in de roman de reïncarnatiegedachte wordt onderzocht. In het KRO-NCRV-programma Jacobine op Zondag werd uitvoerig aandacht besteed aan de achtergronden van de roman. Morgan - Een liefde kent inmiddels een elfde druk (meer dan 10.000 exemplaren verkocht) en is getipt door de jury van het beste spirituele boek van 2019. Over de regressie die Steman deed voor zijn roman is een documentaire gemaakt; Het wonderlijke verhaal van soldaat Morgan.
Op de landelijke tv was Steman onder meer te gast bij De Wereld Draait Door, RTL Late Night en De vooravond.
Steman is getrouwd met cineaste, filmregisseur en zangeres Ariane Greep. Zij is onder meer bekend van de documentaires over Tourwinnaars Joop Zoetemelk en Jan Janssen. Ze hebben een zoon.

## Documentaires
- Tinus! Tinus! Van anorexia tot goud, AVRO, 2001
- De Arnhemse Lente, Omroep Gelderland, 2010 (bekroond met Gouden NL-award)
- Alpe d'HuZes: de laatste bocht, NOS, 2012 (samen met Ariane Greep)
- Andere Tijden Sport: Sauna Diana, hoe een bordeel de Tour binnenreed, VPRO/NOS, 2013
- Andere Tijden Sport: Hein Vergeer, de tragiek van een groot kampioen, VPRO/NOS, 2014
- Engelandvaarders: Varen voor Victorie, National Geographic, 2014
- De Strijd: de gouden eeuw van de arbeider, VARA, 2015
- Andere Tijden Sport: De verloren Tour van Hennie Kuiper, NTR/NOS, 2017
- Ridders van Gelre: opkomst, glorie en ondergang van het hertogdom Gelre, 20-delige docuserie voor Omroep Gelderland, 2017-2018 (bekroond met NL-award)
- Ridders van Gelre: het geheim van de hertogin,  10-delige docuserie voor Omroep Gelderland, 2018
- Andere Tijden Sport: Televizier, rebellenclub in de Tour, NTR/NOS, 2019
- Ridders van Gelre: de oudste geschiedenis van Gelderland (5000 v Chr-1000 n Chr)
- Ridders van Gelre: Een wandeling door de 19e eeuw

- Gemeinsame Normdatei: 1038462150
- International Standard Name Identifier: 0000 0003 6893 0813
- Library of Congress Control Number: no2019031770
- Nederlandse Thesaurus van Auteursnamen: 239570022
- Virtual International Authority File: 290226232